# Jan Garbarek

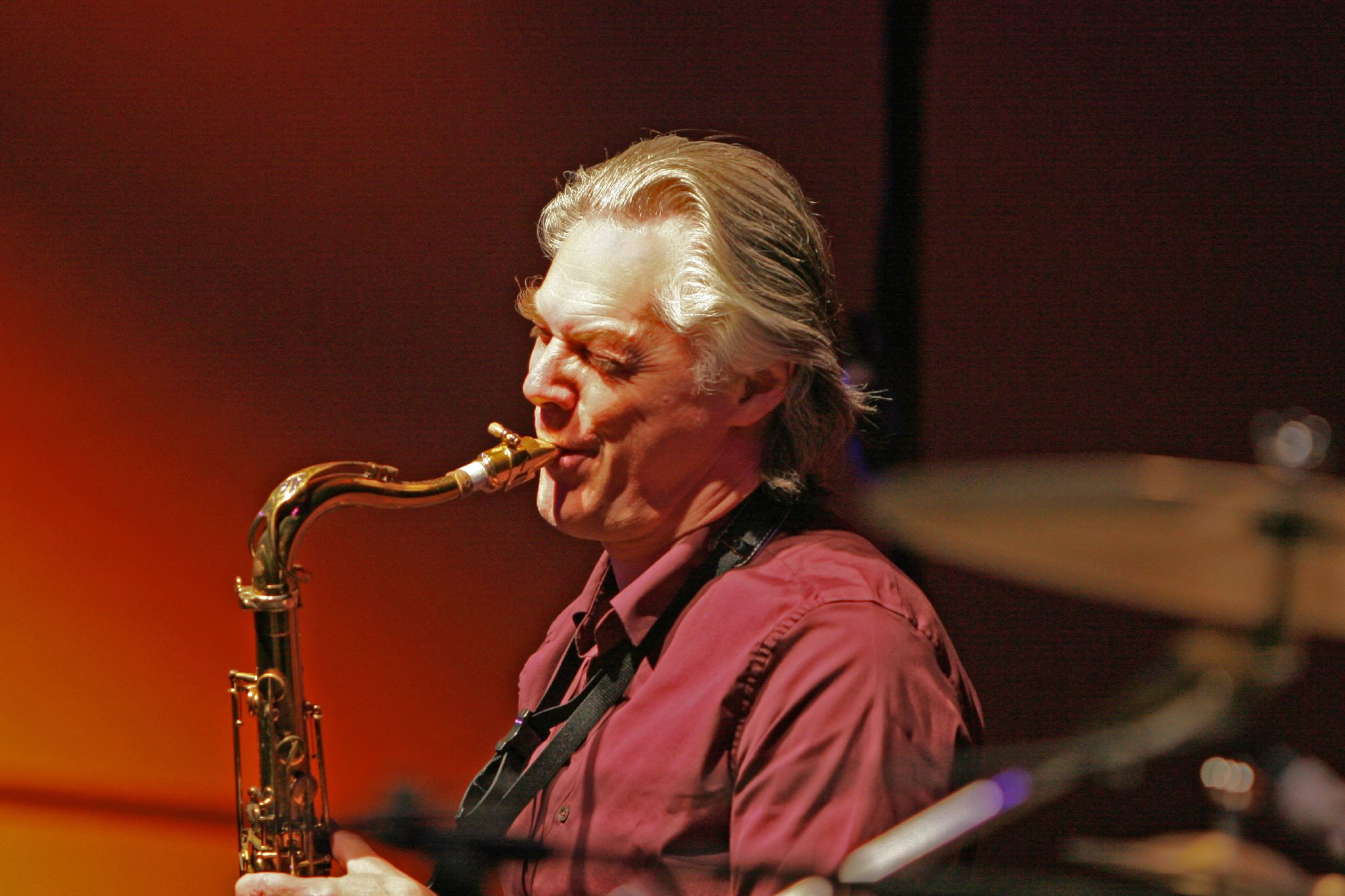
Jan Garbarek live in Athene (2007)

Jan Garbarek (Mysen, 4 maart 1947) is een Noorse tenor- en sopraansaxofonist die actief is in de jazz, de klassieke muziek en de wereldmuziek. 
Garbareks geluid wordt gekenmerkt door de glasheldere en hoge klank. Hij speelt voornamelijk tenorsaxofoon en gebogen sopraansaxofoon, een weinig voorkomend instrument. Hij is een van de bekende artiesten op het platenmerk ECM Records, dat vrijwel al zijn opnames heeft uitgebracht. Zijn stijl kent veel langgerekte noten, waar veel gebruik wordt gemaakt van rusten. Zijn klank wordt vaak geassocieerd met 'oosterse' geluiden, en in het bijzonder met islamitische oproepen tot gebed.
Garbarek is enig kind van een Poolse oorlogsgevangene en een Noorse boerendochter. Garbarek groeide op in Oslo. Hij huwde op 21-jarige leeftijd. Zijn dochter Anja Garbarek is ook musicus.

## Discografie (selectie)

### Albums onder eigen naam
- Esoteric circle (1969)
- Afric pepperbird (1970)
- Sart (1971)
- Triptykon (1972)
- Witchi-tai-to (1973)
- Dansere (1975)
- Dis (1976)
- Places (1977)
- Photo with blue sky, white cloud, windows and a red roof (1978)
- Aftenland (1979)
- Eventyr (1980)
- Paths, prints (1981)
- Wayfarer (1983)
- It's ok to listen to the gray voice (1984)
- All those born with wings (1986)
- Legend of the seven dreams (1988)
- I took up the runes (1990)
- Ragas and sagas (1992)
- Star (1991)
- Twelve moons (1992)
- Madar (1993)
- Visible world (1996)
- Rites (1998)
- Dresden (2009) (live)

### Klassieke muziek
- Officium (1994) met het Hilliard Ensemble
- Caris Mere (1995) met the Stuttgart Chamber Orchestra
- Mnemosyne (1999) met het Hilliard Ensemble
- Monodia (2002) met Kim Kashkashian

### Medewerkend aan
- Jazz moments (1966) met Karin Krog
- Til Vigdis (1967)
- Joy (1968) met Karin Krog
- Trip to Pillargui (1970) met George Russell Sextet
- Listen to the silence (1971) met George Russell
- Terje Rypdal (1971) met Terje Rypdal
- Hav (1971) met Jan Erik Vold and Terje Rypdal
- Red Lanta (1973) met Art Lande
- Belonging (1974) met Keith Jarrett
- Luminessence (1974) met Keith Jarrett
- Solstice (1974) met Ralph Towner
- Arbour Zena (1975) met Keith Jarrett
- Of mist and melting (1977) met Bill Connors
- December poems (1977) met Gary Peacock
- Deer wan (1977) met Kenny Wheeler
- Sol do meio dia (1977) met Egberto Gismonti
- Sound and shadows (1977) met Ralph Towner
- My song (1977) met Keith Jarrett
- Personal mountains (1979) met Keith Jarrett
- Folk songs (1979) met Egberto Gismonti and Charlie Haden
- Magico (1979) met Egberto Gismonti and Charlie Haden
- Nude ants (1979) met Keith Jarrett
- Voice from the past paradigm (1981) met Gary Peacock
- Cycles (1981) met David Darling
- Vision (1983) met L. Shankar
- Chorus (1984) met Eberhard Weber
- Song for everyone (1984) met L. Shankar
- Making music (1986) met Zakir Hussain
- Guamba (1987) med Gary Peacock
- Rosensfole (1989) met Agnes Buen Garnås
- Living Magic (1990) met Trilok Gurtu
- Alpstein (1991) met Paul Giger
- Music for films (1991) met Eleni Karaindrou
- Atmos (1993) met Miroslav Vitouš
- Universal syncopations (2003) met Miroslav Vitouš
- In praise of dreams (2003)
- Neighbourhood (2006) met Manu Katché

- Bibsys: 90643713
- Bibliothèque nationale de France: cb13894285j (data)
- CiNii: DA10708689
- Gemeinsame Normdatei: 119515253
- International Standard Name Identifier: 0000 0001 1480 3574
- Library of Congress Control Number: n81146623
- Nationale Bibliotheek van Letland: 000117415
- MusicBrainz: ea7aba28-8853-4e30-83b7-7deeb3da36cd
- Nationale Bibliotheek van Tsjechië: xx0028293
- Nationale bibliotheek van Australië: 35806039
- Nationale Bibliotheek van Israël: 987007425246405171
- Nationale Bibliotheek van Polen: a0000002768840
- Nederlandse Thesaurus van Auteursnamen: 070911061
- Istituto Centrale per il Catalogo Unico: REAV097425
- LIBRIS: 259558
- Système universitaire de documentation: 082304483
- Trove: 1095720
- Virtual International Authority File: 115557508
- WorldCat: E39PBJqfJ8WRq4tjdfPW3dKWXd